# Gemarkung Eppenreuth (Landkreis Kulmbach)

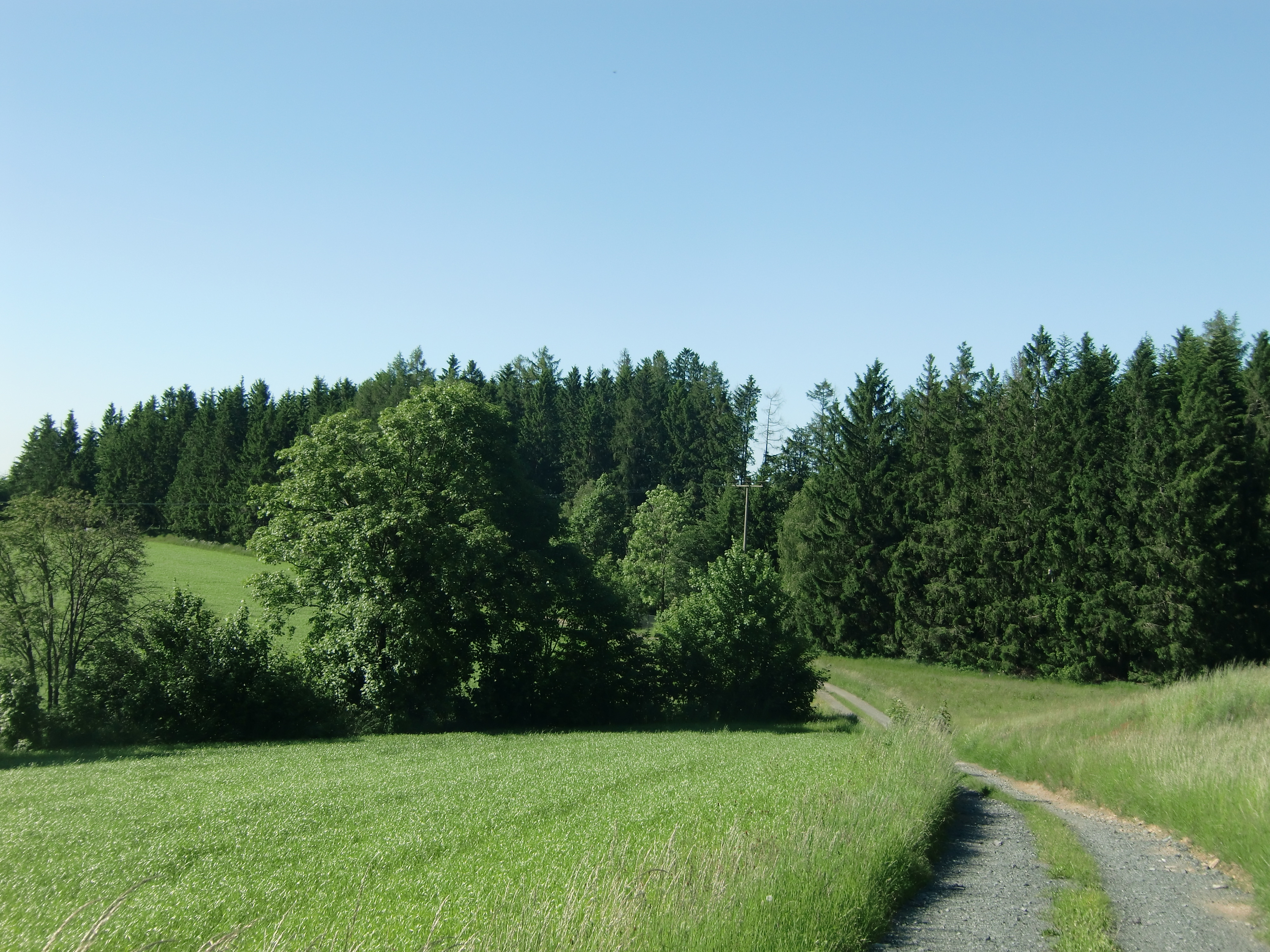
Im Norden der Gemarkung

Die Gemarkung Eppenreuth ist eine Gemarkung im Landkreis Kulmbach, die vollständig auf dem Gemeindegebiet des Marktes Grafengehaig liegt.
Die Gemarkung hat eine Fläche von 2,987 km². Sie ist in 344 Flurstücke aufgeteilt, die eine durchschnittliche Flurstücksfläche von 8683,31 m² haben. In ihr liegen die Gemeindeteile Eppenreuth, Schindelwald und Vollauf.
Die Nachbargemarkungen sind:
| - Gemarkung Enchenreuth - Gemarkung Grafengehaig - Gemarkung Grünlas | - Gemarkung Neuensorg - Gemarkung Schlackenreuth - Gemarkung Schlockenau |